# Partia Islamska (1975-1979)
Partia Islamska (pers. حزب اسلامی, Hezb-e Islami) – afgańska partia polityczna o charakterze islamistycznym działająca w latach 1975–1979. Jej założycielem i liderem był przebywający wówczas na emigracji w Pakistanie Gulbuddin Hekmatjar. Celem Partii Islamskiej było założenie religijnej milicji na przykładzie saudyjskiego Ichwanu.
Podczas swojej czteroletniej działalności, partia otrzymwała od Stanów Zjednoczonych pomoc finansową wartą 600 milionów USD; partia była finansowana również przez saudyjskich szejków.

## Historia
Partia powstała na bazie działającej w latach 1969–1975 islamistycznej i antykomunistycznej organizacji Młodzież Muzułmańska, która została założona przez pasztuńskich studentów Uniwersytetu w Kabulu.
W pobliżu granic z Iranem i Pakistanem Partia Islamska otworzyła obozy szkoleniowe, mające przygotować osoby przeciwne ówczesnej władzy Mohammada Dauda Chana; okres szkolenia trwał do 6 miesięcy. Szkolenia dotyczyły nauki o częściach broni, walki przeciw pożarom, orientacją w terenie; propagowano również walkę przeciwko władzy i przeciwko komunizmowi. Instruktorami byli Pakistańczycy, irańscy zawodowi wojskowi, byli afgańscy oficerowie oraz specjaliści ze Stanów Zjednoczonych, Chin, Arabii Saudyjskiej, Egiptu i Jordanii.
W 1979 roku z powodu wewnętrznych konfliktów w partii, stronnictwo podzieliło się na trzy frakcje: Hekmatjara, Chalisa i Farukiego.
W 2001 roku Gulbuddin Hekmatjar dołączył do Talibów i prowadził wojnę partyzancką przeciwko wojskom amerykańskim stacjonującym wówczas w Afganistanie; zorganizował również grupę kilku tysięcy partyzantów, która walczyła przeciwko władzy Hamida Karzaja, który w latach 2001–2014 był prezydentem Afganistanu.